# Aceto di miele
L'Aceto di miele è un tipo di aceto che si ottiene per fermentazione acetica dell'idromele. Essendo l'idromele ritenuta la bevanda alcolica più antica, l'aceto di miele è probabilmente l'aceto più antico al mondo. L'aceto era in effetti conosciuto già dagli antichi Egizi, come prova un'iscrizione presente su un vaso egizio adibito appunto al contenimento di aceto. 
L'aceto di miele cadde in disuso dopo la scoperta della vite in quanto risultò economicamente molto più conveniente produrre aceto dal vino d'uva rispetto al miele. 
L'aceto di miele ha un sapore acidulo, colore dorato e intenso profumo, è ricco di enzimi e sali minerali ed è meno forte dell'aceto di vino.

## Preparazione
La preparazione dell'aceto di miele inizia facendo fermentare molto lentamente dell'idromele diluito in acqua. Dosando opportunamente temperatura e aerazione si formano i batteri acetici, detti Acetobacter, che sono assai simili a quelli presenti nell'intestino umano. Questi batteri in presenza di aria ossidano l'etanolo contenuto nel liquido fermentato, trasformandolo in acido acetico
Tipicamente l'aceto di miele non viene pastorizzato, in questo modo gli enzimi ed i batteri rimangono vivi.

## Uso in cucina
L'aceto di miele può essere utilizzato in cucina in vari modi:
- come condimento di insalate e ortaggi;
- per la conservazione di ortaggi;
- per la preparazione di salse agrodolci;
- per la preparazione di macedonie di frutta;
- per insaporire arrosti, insalate di riso, pesce e formaggi;
- per la preparazione di bevande dissetanti;